# HTC Magic
HTC Magic (HTC myTouch 3G) — смартфон розроблений фірмою HTC на базі операційної системи Android. Вперше представлений в лютому 2009 року на Mobile World Congress оператором Vodafone.
Попередник — HTC Dream (T-Mobile G1).

## Технічні характеристики
- передача даних:
  - підтримка GSM/GPRS/EDGE 850/900/1800/1900 МГц;
  - підтримка HSDPA/WCDMA 900/2100 МГц;
  - Bluetooth 2.0 з підвищеною швидкістю передачі даних та A2DP;
  - Wi-Fi: IEEE 802.11 b/g;
  - USB 2.0;
- пам'ять:
  - вбудована: 512 Мб;
  - оперативна пам'ять: 192 Мб;
  - підтримка карт microSD;
- 3,2-дюймовий сенсорний екран (320x480 HVGA);
- вбудований GPS
- 3,2-мегапіксельна камера з автофокусом;
- операційна система Android 1,5;
- процесор Qualcomm MSM7201a (528 МГц);
- акумулятор 1340 мА·год;
- трекбол;
- габарити: 113x55x13.65 мм, вага: 118.5 г.

Випускається у білому і чорному кольорах.

## Програмне забезпечення
Апарат функціонує на ОС Android з попередньо встановленим браузером Webkit. Інші встановлені програми надають доступ до сервісів Google, зокрема Gmail, пошук, Google Maps та Google Talk, а також Youtube.
Подібно як і HTC Dream, пристрій дозволяє завантажувати нове програмне забезпечення. У версіях, що поставляються у деякі країни, відсутній доступ наприклад до Google Maps.

### Google Maps
На смартфоні доступні усі режими користування сервісом - топографія, супутникові фотографії та огляд вулиць. Останній режим використовує акселерометр та магнітометр для відображення актуальної орієнтації телефону. Також надається сервіс Google latitude, що дозоляє оперативно повідомляти друзів про своє місцезнаходження, розмовляти тощо. Існують також оновлення, що дозволяють шукати бізнес-організації у місті, або отримувати маршрути різними способами пересування - пішки або ж громадським транспортом. Їх можна скачати з магазину Android. У США та ще 11 країнах Google Maps надає безкоштовну навігацію.

### Інформація про місцезнаходження
HTC Magic дозволяє визначати місцезнаходження двома способами - завдяки Google Maps або орієнтуючись на номери базових станцій оператора.

## Продажі
Розповсюдженням HTC Magic займається оператор мобільного зв'язку Vodafone. У деяких країнах HTC Magic буде розповсюджуватися Orange, T-Mobile та іншими місцевими операторами.
Це буде перший android-смартфон, що офіційно продаватиметься у Китаї (оператором China Mobile).
Також HTC Magic мав з'явитися у продажу в Росії, але у травні 2009 року HTC відмовилась від своїх планів. Усім хто попередньо замовив телефон, компанія надіслала електронного листа з вибаченнями і пообіцяла анонс своїх нових пристроїв на базі Android влітку.